# Diamagnetyzm

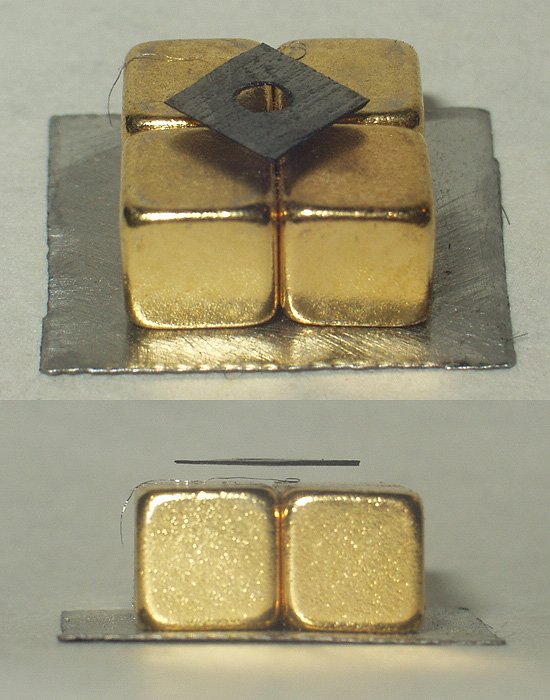
Przykład lewitacji związanej ze zjawiskiem diamagnetyzmu

Diamagnetyzm – zjawisko polegające na indukcji w ciele znajdującym się w zewnętrznym polu magnetycznym pola przeciwnego, osłabiającego działanie zewnętrznego pola.
Namagnesowanie diamagnetyka jest proporcjonalne do natężenia pola magnetycznego, w którym się znajduje i nie zależy od temperatury. Jest ono zawsze bardzo słabe.
Zjawisko odwrotne do diamagnetyzmu to paramagnetyzm. Należy jednak zaznaczyć, że paramagnetyzm jest zjawiskiem „odwrotnym” tylko w sensie makroskopowej obserwacji zachowania się substancji w polu magnetycznym (diamagnetyk jest wypychany z pola magn., a paramagnetyk – wciągany). Stoją za tymi zachowaniami jednak całkowicie inne zjawiska fizyczne: o diamagnetyku czytaj niżej, a w paramagnetyku porządkują się momenty magnetyczne elektronów.
Przyczyną diamagnetyzmu jest fakt, że zewnętrzne pole magnetyczne zmienia tor elektronów na orbitach (jakby indukuje w układzie prąd elektryczny), który powoduje powstanie pola magnetycznego skierowanego przeciwnie do pola zewnętrznego.
Diamagnetyzm występuje we wszystkich substancjach, ale zwykle jest maskowany przez silniejszy paramagnetyzm. Wyjątkiem są przeważnie związki chemiczne posiadające wiązania wielokrotne lub układ aromatyczny.
Diamagnetyki samorzutnie nie wykazują właściwości magnetycznych – nie są przyciągane przez magnes. Umieszczenie diamagnetyka w zewnętrznym polu magnetycznym powoduje powstanie w tym materiale pola magnetycznego skierowanego przeciwnie. Dla tych ciał względna przenikalność magnetyczna μ ośrodka jest nieco mniejsza od jedności (diamagnetyki nieznacznie osłabiają pole magnetyczne). Do diamagnetyków zalicza się: gazy szlachetne, prawie wszystkie metale i metaloidy nie wykazujące własności para- lub ferromagnetycznych (np.: bizmut, krzem, cynk, magnez, złoto, miedź), a także fosfor, grafit, woda oraz wiele związków chemicznych. Diamagnetyczne są też DNA i wiele białek.
Zjawisko diamagnetyzmu zostało po raz pierwszy opisane przez holenderskiego lekarza i przyrodnika Antona Brugmansa w 1778 roku. Nazwę diamagnetyzm stworzył jednak i rozpowszechnił Michael Faraday w 1846 r.
Diamagnetyzm może być wykorzystany w praktycznej realizacji zjawiska lewitacji niewielkich przedmiotów.

## Podatność magnetyczna niektórych materiałów
| Materiał                                                  | {\displaystyle \chi _{v}} |
| --------------------------------------------------------- | ------------------------- |
| Woda                                                      | −8,8×10−6                 |
| Złoto                                                     | −34×10−6                  |
| Bizmut                                                    | −170×10−6                 |
| Grafit                                                    | −160×10−6                 |
| Grafit krystaliczny prostopadle do płaszczyzny kryształów | −450×10−6                 |
| Grafit krystaliczny równolegle do płaszczyzny kryształów  | −85×10−6                  |

Nadprzewodniki można traktować jako doskonałe diamagnetyki ({\displaystyle \chi _{v}} = −1), ponieważ wypierają linie pola magnetycznego (efekt Meissnera).